# Pražská I. B třída
Pražská I. B třída patří společně s ostatními prvními B třídami mezi sedmé nejvyšší fotbalové soutěže v Česku. Je řízena Pražským fotbalovým svazem. Je rozdělena na 2 skupiny (A a B). Hraje se každý rok od léta do jara se zimní přestávkou. Účastní se ji v každé skupině 16 týmů z oblasti hlavního města Prahy, každý s každým hraje jednou na domácím hřišti a jednou na hřišti soupeře. Celkem se tedy hraje 30 kol. Vítězem se stává tým s nejvyšším počtem bodů v tabulce a spolu s 2. týmem v pořadí postupuje do I. A třídy. Poslední dva týmy sestupují do II. třídy – skupina A/B/C/D. Do Pražské I. B třídy vždy postupují vítězové skupin II. třídy.

## Současné týmy (2022/23)

### Skupina A[1]
- ABC Braník „B“
- AFK Slavoj Podolí Praha „B“
- FK Meteor Praha VIII „B“
- FK Řeporyje
- FC Zličín „B“
- MSM Academy Praha
- SC Olympia Radotín „B“
- SK Střešovice 1911 „B“
- TJ Avia Čakovice
- TJ Sokol Bílá Hora
- TJ Sokol Lipence
- TJ Sokol Písnice
- TJ Sokol Řepy
- TJ Sokol Stodůlky
- TJ Sokol Trója
- TJ Spoje Praha „B“

### Skupina B[2]
- FK Union Strašnice
- FK Čechie Dubeč „B“
- SK Junior Praha 1960
- Sokol Dolní Počernice
- Sokol Kolovraty B
- FK Újezd nad Lesy B
- SK Union Vršovice B
- SK Čechie Uhříněves „B“
- FC Háje Jižní Město B
- TJ Sportovní kluby Satalice
- TJ Kyje Praha 14
- SK Ďáblice B
- SK Hostivař
- Spartak Hrdlořezy
- Partisan Prague
- FK Jižní město Chodov

## Vítězové
| Ročník    | Skupina A                | Skupina B                |
| --------- | ------------------------ | ------------------------ |
| 2003/2004 | FC Dragoun Břevnov „B“   | FK Lokomotiva Praha „B“  |
| 2004/2005 | SK Střešovice 1911       | FK Újezd nad Lesy        |
| 2005/2006 | FK Řeporyje              | ČAFC Praha „B“           |
| 2006/2007 | SK Čechoslovan Chuchle   | SK Dolní Chabry          |
| 2007/2008 | ABC Braník               | SK Třeboradice           |
| 2008/2009 | ABC Braník               | FK Meteor Praha VIII „B“ |
| 2009/2010 | 1999 Praha               | Slovan Bohnice           |
| 2010/2011 | 1999 Praha               | FK Admira Praha „B“      |
| 2011/2012 | SK Čechoslovan Chuchle   | TJ Praga Praha           |
| 2012/2013 | Sokol Lipence            | Sokol Kolovraty          |
| 2013/2014 | SK Střešovice 1911 „B“   | Jižní Město Chodov       |
| 2014/2015 | TJ Březiněves            | FK Dukla Jižní Město     |
| 2015/2016 | Slovan Bohnice           | FK Union Strašnice       |
| 2016/2017 | FK Loko Vltavín „B“      | Sokol Kolovraty          |
| 2017/2018 | SK Střešovice 1911 „B“   | TJ Kyje                  |
| 2018/2019 | SK Čechie Smíchov        | TJ Spoje Praha           |
| 2019/2020 | ABC Braník „B“           | Fotbalová akademie Praha |
| 2020/2021 | Sokol Cholupice          | Partisan Prague F.C.     |
| 2021/2022 | FC Tempo Praha „B“       | Čechie Dubeč             |
| 2022/2023 | TJ Spoje Praha „B“       | FK Vinoř 1928            |
| 2023/2024 | Mezinárodní Svaz Mládeže | ČAFC Praha „B“           |
| 2024/2025 | TJ Sokol Stodůlky        | FK Union Strašnice       |